# Sireix
Sireix település Franciaországban, Hautes-Pyrénées megyében. Lakosainak száma 61 fő (2022. január 1.). Sireix Arras-en-Lavedan, Bun és Estaing községekkel határos.

## Népesség
A település népessége az elmúlt években az alábbi módon változott:
| Lakosok száma | 67   | 65   | 66   | 64   | 63   | 63   | 62   | 62   | 61   |
|               | 2013 | 2015 | 2016 | 2017 | 2018 | 2019 | 2020 | 2021 | 2022 |